# فيلي برادي
فيلي برادي (بالإنجليزية: Willie Brady) هو مغني أيرلندي، ولد في 15 يوليو 1931 في Dún Laoghaire ‏ في جمهورية أيرلندا، وتوفي في 27 مارس 1969.